# Mamee Napakpapha Nakprasitte
Pour les articles homonymes, voir Maumee.
Napakpapha Nakprasitte (thaï : นภคปภา นาคประสิทธิ์), plus connue sous le nom de Mamee (thaï : มะหมี่), est une actrice thaïlandaise née le 19 avril 1981 à Bangkok.

## Carrière
Mamee a débuté en 2001 dans le film Mae bia (Snake Lady), où elle incarne Mekhala, une femme ayant une relation symbiotique avec un cobra.

## Filmographie
- 2001 - Mae bia (Snake Lady) : Mekhala
- 2002 - Butterfly Man
- 2004 - Pad Thai Story (Pad Thai Bride)[1]
- 2005 - Long khong (Art of the Devil 2)[2]
- 2005 - Ma-mee (Three Friends)
- 2006 - First Bite
- 2008 - Long khong 24 (Art of the Devil 3)
- 2009 - Bitter/Sweet
- 2010 - Largo Winch 2 : Malunaï